# Велики трг (Брисел)
Велики трг у Бриселу (хол. Grote Markt, фр. Grand-Place) главни је трг у Бриселу, главном граду Белгије. Чине га еснафске грађевине које га окружују од којих су најпознатије Краљевска кућа (фр. Maison du Roi, хол. Broodhuis, у преводу ”Пекарски дом“) и Градско веће у Бриселу. Трг је најпознатија туристичка дестинација и највећа знаменитост у граду, поред Атомијума и фонтане Манекен Пис. Протеже се на 68 x 110 метара (1.800 м²) и од 1998. године је уврштен на УНЕСКО-в списак Светске баштине у Европи као пример хомогеног споја јавних и приватних грађевина с краја 17. века које показују велики степен друштвеног, политичког и културног живота овог великог трговачког средишта.

## Историја
Војвода доње Лотарингије Карло је у 10. веку изградио утврђење на речном острву Сент Гери, стратешком положају одакле се могла контролисати река Сена од места где постаје пловна. До краја 11. века око утврђења је изникао град Брисел, а на мочварном седишту поред утврђења настала је отворена пијаца ”Nedermerckt“, или ”Доња пијаца“. Пијаца се налазила на обали Сене на важном трговачком путу ”Steenweg“ (у преводу пролаз) који је повезивао Рајнску област са Фландријским војводством.
Почетком 13. века, око Великог трга су изграђене затворене пијаце месарског, пекарског еснафа и еснафа трговаца тканинама. Грађевине су припадале војводи од Брабанта који је на овај начин омогућио трговину и по лошем времену, у циљу прикупљања већег пореза од трговаца. Све зграде су, заједно с другим од дрвета и камена, затвориле Велики трг.
Развојем трговине, у 14. веку, трговци који су управљали градом, су уздигнути на ниво племства, а војвода је у недостатку новца морао да им преда и контролу над млиновима и свеукупном трговином. Уследило је уређивање трга с великом трговином тканинама на јужној страни, попут оних у Мехелену и Левену, при чему су градски оци izuzeli (конфисковали) многе приватне зграде како би трг добио правилан облик. Градска палата у Бриселу, седиште световне власти града, је изграђена на јужној страни трга од 1401—1455. године. Њени торњеви су високи 96 метара са 3 метра високом антеном са скулптуром Светог Михаела који убија демона. Како би уравнотежио овај симбол световне моћи, војвода Брабант је насупрот ње, дао дозволу за изградњу тзв. ”Краљевску кућу“ (хол. Conincxhuys, фр. Maison du roi), иако краљ никада није боравио у њој, па су је Холанђани прозвали ”Пекарски дом“ (Broodhuis) јер је била изграђена на месту бивше пекарске пијаце. Остатак ивице Великог трга затвориле су кућу богатих трговаца и еснафа Брисела.
Све грађевине на тргу су страшно страдале у француском бомбардовању 1695. године. Након пожара, само су камена фасада градског већа и неколико кућа на тргу преживеле. Следећих година градски еснафи су обновили трг под управом гувернера Брисела који је инсистирао на складном и правилном плану, упркос различитих стилова грађевина: готика, барок и француски стил Луја XIV.
Крајем 18. века, револуционари су опустошили Велики трг, при чему су уништили кипове племића и хришћанске симболе. Еснафску имовину је држава конфисковала и продала, а зграде су занемарене и запуштене, па су им фасаде на крају префарбане и прекривене неукусним штуко украсима које је оштетила загађеност ваздуха. Крајем 19. века градоначелник Чарлс Булс је тргу повратио некадашњи сјај обновивши њене знамените зграде.
Трг је био градска пијаца све до 19. новембра 1959. године, али чак и суседне улице су одржале старе називе према одређеним делатностима које су ту обављале, попут Улице трговаца путером, сиревима, харингама, угљом итд. Кућа пиварског еснафа је данас Музеј пива. Сваке две године, од 1971. године, у августу трг бива прекривен тепихом од цвећа који ту остаје неколико дана. Цветни тепих од цвећа је постао велика туристичка атракција.

## Галерија
- Трг 1895. године
- Градско веће у Бриселу
- Краљевска кућа
- Цветни тепих у августу 2006. године
- Трг ноћу
- Панорама трга од 360° ноћу